# Sturm und Drang (Schauspiel)
Sturm und Drang ist ein Schauspiel in fünf Akten von Friedrich Maximilian Klinger. Im Herbst 1776 schrieb Klinger in Weimar eine Comoedie, der „Wirrwarr“. Damals war er bereits ein bekannter Bühnenautor; im Jahr zuvor hatte er mit seinem Trauerspiel Die Zwillinge den Preis der Ackermannschen Theatertruppe, dotiert mit 20 Louisdor, gewonnen.
Klinger war Goethe nach Weimar gefolgt. Von Christoph Kaufmann (1753–1795) wurde ihm „mit Gewalt“ der Titel Sturm und Drang aufgenötigt, so Klinger in einem Brief.
Entstanden ist das Stück also in dem Jahr, das gemeinhin als Höhepunkt des Sturm und Drangs gesehen wird.
Die Uraufführung fand in Leipzig am 1. April 1777 durch die Schauspiel-Gesellschaft des Abel Seyler statt, deren Theaterdichter Klinger war. Klinger brachte das Stück bereits mit, als er in die Truppe eintrat. Sowohl die Uraufführung als auch die darauffolgende Vorstellung in Klingers Heimatstadt Frankfurt waren wenig erfolgreich.
Der ursprüngliche Titel erinnert entfernt an Shakespeares The Comedy of Errors – Komödie der Irrungen. Weitere Einflüsse Shakespeares lassen sich erkennen: der Streit der Familien Berkley und Bushy erinnert an Romeo und Julia, allerdings ohne das tragische Ende. Die Namen Berkley und Bushy stammen aus Richard II., La Feu aus Ende gut, alles gut.
Wichtiger als diese Spuren der Begeisterung für Shakespeare und andere Autoren ist allerdings der Titel Sturm und Drang, der schon bald zur Losung wurde. Obwohl mancher Halbkopf, so Klinger 1814, sich darüber lustig gemacht habe, wurde aus dieser Losung die Epochenbezeichnung.

## Inhalt

### Personen
- Wild (alias Karl Bushy)
- La Feu und Blasius (Wilds Freunde)
- Lord Berkley
- Jenny Caroline (Lord Berkleys Tochter)
- Lady Kathrin (Lord Berkleys Schwester)
- Louise (Lady Kathrins und Lord Berkleys Nichte)
- Schiffskapitän Boyet (alias Harry Berkley, Lord Berkleys seit zehn Jahren vermisster Sohn)
- Lord Bushy (Wilds Vater)
- Ein junger Mohr (Boyets Sklave)
- Der Wirth
- Betty (Bedienstete)

### Kurzinhalt
Der abenteuersüchtige Wild hat seine Freunde La Feu und Blasius gegen deren Willen nach Amerika verschleppt. Dort möchte Wild am Amerikanischen Unabhängigkeitskrieg teilnehmen (vermutlich auf Seiten der Kolonisten). In einem Gasthof begegnet das Trio Lord Berkley und dessen Tochter Jenny Caroline. Berkley wurde von seinen Feinden um Haus und Einfluss gebracht; als Drahtzieher vermutet er seinen einstigen Freund, Lord Bushy. Wild verliebt sich in Caroline und verrät ihr, dass er in Wahrheit Lord Bushys Sohn ist. Diesen Umstand verbirgt das Paar zunächst vor Lord Berkley, der ahnungslos dem Sohn seines Erzfeindes einen Posten in der Armee verschafft.
Der Auftritt des Schiffskapitäns Boyet verschärft die Situation: Der alte Berkley erkennt in ihm seinen Sohn Harry, der seit dem Überfall auf das Berkley-Anwesen vor zehn Jahren als vermisst galt. Boyet alias Harry Berkley empfindet indes eine spontane Abneigung gegen Wild, mit dem er sich darum bereits in Holland duelliert hat. Für die dabei empfangene Wunde fordert er nun Revanche. Boyet berichtet triumphierend seinem Vater in Wilds Beisein (dessen wahre Identität den Berkley-Männern vorerst unbekannt bleibt), dass er den alten Lord Bushy auf hoher See in einem kleinen Boot ausgesetzt und damit wohl dem sicheren Tod überantwortet hat. Außer sich vor Zorn fordert Wild nun seinerseits den Schiffskapitän zum Duell. Kurz darauf gibt Lady Kathrin den Berkleys Wilds wahre Identität preis, die sie wiederum von La Feu erfahren hat. 
Vor dem Zweikampf müssen die Söhne der verfeindeten alten Lords gemeinsam in die Schlacht. Boyet wird an der Wade verwundet und erkennt widerwillig Wilds Tapferkeit an. Bevor es nach der siegreichen Bataille zum Duell kommen kann, erhält Wild von dem Sklavenjungen des Schiffskapitäns die Nachricht, dass der alte Bushy mit Hilfe des Schiffsleutnants heimlich wieder an Bord geholt worden sei und noch lebe. Tatsächlich erscheint plötzlich der Totgeglaubte, vergibt seinen Widersachern und beteuert, an der Verschwörung gegen Berkley keinen Anteil gehabt zu haben; den wahren Schuldigen nenne er nicht, zumal dieser längst verstorben sei. 
Der alte und der junge Berkley gehen nur zögerlich auf das Versöhnungsangebot ein, zu tief sitzt der Hass langer Jahre. Dessen ungeachtet werden Wild und Caroline ein Paar. Zuvor schon haben La Feu und Lady Kathrin zusammengefunden, um ein romantisches Dasein als Schäfer und Schäferin zu wählen. Blasius, dessen Griesgrämigkeit Louise dauerhaft abschreckte, hat sich unterdessen für ein Dasein als Eremit entschieden.

### Erster Akt
Im ersten Akt treffen Wild (wahrer Name Carl Bushy), La Feu und Blasius in einem Gasthof irgendwo in Amerika ein. Caroline und Lord Berkley halten sich währenddessen zusammen in einem anderen Zimmer des Gasthofes auf und unterhalten sich über die anhaltenden Streitigkeiten mit der Familie Bushy.
Die Ankunft der drei Freunde bleibt nicht unbemerkt. Lady Kathrin, die Schwester Lord Berkleys, Caroline und Louise unterhalten sich über die Neuankömmlinge, da diese ebenfalls Engländer sind.

### Zweiter Akt
Wild, La Feu und Blasius warten ungeduldig auf die Damen, mit denen sie sich im Gasthof treffen wollen. La Feu verliebt sich auf den ersten Blick in Lady Kathrin, während Wild den Raum gleich wieder verlässt. Blasius hingegen langweilt Louise.
Caroline ist nicht mit zu dem Treffen gekommen; in ihrem Zimmer sehnt sie sich nach ihrer Jugendliebe Carl Bushy.
Wild und Caroline treffen im Gasthof aufeinander, da sich Wild im Zimmer irrt. Sie erkennen sich wieder und sind glücklich. Lord Berkley kommt hinzu und findet die beiden küssend vor. Wild gibt sich ihm nicht als Carl Bushy zu erkennen. Stattdessen erzählt er dem Lord, wie schlecht es ihm und seinem Vater Lord Bushy gehe, was Berkley sehr freut.

### Dritter Akt
Blasius und La Feu unterhalten sich über Wild und die Damen. La Feu ist immer noch sehr von Lady Kathrin begeistert, was Blasius aufgrund deren Alters nicht verstehen kann. Blasius, schläfrig und desinteressiert wie immer, geht zu Bett. Nach dem Wiedersehen mit Caroline geht Wild freudig zu seinen Freunden.
Inzwischen trifft der Schiffskapitän Boyet in dem Gasthof ein. Er erfährt, dass sich Wild im Gasthof befindet, und will Blasius zwingen, ihn zu suchen. Boyet und Wild sind alte Erzfeinde, die sich schon mehrmals duelliert haben. Als die beiden sich treffen, bricht sofort ein Streit los.
Als sich La Feu mit Lady Kathrin und Louise im Garten trifft, verrät der ihnen Wilds wahren Namen. Unterdessen treffen sich Wild und Caroline heimlich vor deren Fenster und werden von Lady Kathrin und Louise entdeckt und beobachtet.

### Vierter Akt
Im Gasthof treffen sich Berkley und der Kapitän. Während ihres Gesprächs stellt sich heraus, dass der Kapitän eigentlich Harry Berkley ist, der Sohn des alten Lords. Auch Caroline trifft ihren Bruder wieder. Der Kapitän muss erfahren, dass seine Mutter gestorben ist. Er erzählt den beiden, dass er den alten Bushy mitten auf hoher See ausgesetzt hat.
Als Wild hinzukommt, bricht der Streit zwischen ihm und dem Kapitän wieder los. Sie verabreden für den nächsten Tag ein Duell.
Schließlich stößt noch Lady Kathrin zu der Gruppe und entlarvt Wild vor Lord Berkley und dem Kapitän als Carl Bushy. Vom Kapitän erfährt Wild, dass dieser seinen Vater auf See ausgesetzt hat.

### Fünfter Akt
Die Schlacht endet mit einem Sieg, jedoch wurde der Schiffskapitän durch eine Kugel an der Wade verletzt.
Der Mohr, der mit dem Kapitän auf dessen Schiff war, berichtet Wild, dass er dessen Vater mit Hilfe des Schiffsleutnants heimlich wieder an Bord genommen und so vor dem Ertrinken gerettet hat.
Wild und Caroline treffen auf den geschwächten Lord Bushy. Er besteht auf einem Treffen mit seinem alten Freund Berkley, um sich mit ihm auszusöhnen. Nun treffen alle zusammen. Der Kapitän ist überrascht, als er Lord Bushy erkennt. Caroline ist zwischen ihrem Vater und Wild hin- und hergerissen.
Bushy versucht Berkley seine Unschuld zu erklären, aber dieser will ihm zunächst nicht glauben. Letztendlich versöhnen sich die beiden und der Familienstreit wird beigelegt. Wild und Caroline können sich nun völlig ihrer Liebe hingeben und sind glücklich.

## Hintergrund
Der ursprüngliche Titel des Schauspiels, Wirrwarr, beschreibt die Handlung recht gut: Sie wirkt kompliziert, fast verworren. In einem Gasthof in Amerika kommen die drei Freunde Wild, La Feu und Blasius zusammen. Auch sprechende Namen charakterisieren die Figuren: „le feu“ bedeutet Brand, Flamme, Hitze und Glut; „blasé“ heißt so viel wie gleichgültig, unempfänglich oder auch angeekelt. Wild steht für den archetypischen Kraftkerl.
Die drei Freunde leiden gemeinsam an der „gräßlichen Unbehaglichkeit und Unbestimmtheit“ der Umwelt, mehr noch an ihrer eigenen Zerrissenheit. „Unser Unglück kommt aus unserer eigenen Stimmung des Herzens, die Welt hat dabei getan, aber weniger als wir“.
Trotz des programmatischen Titels ist Klingers Schauspiel kein exemplarisches Sturm-und-Drang-Drama. Die Handlung folgt nicht einer Dramaturgie, die an der Wahrscheinlichkeit der Ereignisse oder der Einheitlichkeit der Charaktere interessiert wäre. Die Figuren handeln nicht folgerichtig, sie sind nicht von bestimmten Absichten geleitet; viele Äußerungen und Taten scheinen unmotiviert. Die Wirklichkeit, in der sie leben, ist so unbestimmt wie die Beschreibung des Schauplatzes: „Die Scene Amerika“. Die Angabe ist deshalb irreführend, weil der Gasthof genauso gut auch in einem anderen Erdteil stehen könnte, wo zufällig Krieg geführt wird.
Der Krieg, den die amerikanischen Siedler um ihre Unabhängigkeit gegen die englische Kolonialmacht führten, spielt im Hintergrund – nicht etwa als politisches oder humanes Problem, sondern als Gelegenheit, sich seiner Kräfte zu versichern.
Klingers Sturm und Drang bringt seine eigenen Phantasien von Kraft und deren Bewährung, von Tätigkeit, Liebe und wahren Empfindungen, die jedoch noch keinen Erfahrungsgehalt haben, zur Sprache.
Klinger beschreibt sein Stück im September 1776 so: „Ich hab die tollsten Originale zusammengetrieben. Und das tiefste tragische Gefühl wechselt immer mit Lachen und Wiehern“. Das Drama verweigert sich also bewusst einer zu schnellen Klassifikation; es stellt sich als „Schauspiel“ vor, in dem „comisch und tragisch mit einer bittren Sauce gemischt sei“.
Klinger hatte schon zuvor gezeigt, dass er Theaterstücke schreiben konnte. Die Handlung dieses Schauspiels ist weniger wichtig und nachlässig konstruiert. Sie beschreibt eher den Rahmen, in dem die Leidenschaften der Figuren zum Tragen kommen. Klinger ging mit diesem Stück einen ganz neuen Weg: er entwarf eine komödiantisch burleske Handlung mit unmotivierten Wendungen und einer Wiedererkennungsszene am Schluss, die auch die Versöhnung bringt. Sie ist im dramaturgischen Aufbau nur ungenügend motiviert, gewinnt ihren Sinn allerdings durch die Gefühlsäußerungen, deren Anlässe sie bietet. Die Sprache wirkt aufgedreht und komprimiert; zu dieser Zeit war dies etwas völlig Neues und stieß deshalb zuerst auf Ablehnung.
Dieses Drama zeigt den Drang ohne Ziel, den Sturm der Leidenschaften um ihrer selbst willen, in dem sie sich verwirren. Der Umstand, dass der Titel des Stückes bald zur Losung und später noch zur Epochenbezeichnung wurde, legt den Schluss nahe, dass es in dieser einmaligen Vermischung widerstreitender Gefühle als bezeichnend einerseits für die Zeit seiner Entstehung, andererseits für die Gemütsverfassung seines Dichters und seiner Bewunderer empfunden wurde.
Sturm und Drang kann als Vorbote der Romantik gesehen werden: der „Wirrwarr“ widerstreitender Empfindungen, das Schwanken zwischen schwermütiger Untätigkeit (Blasius) und Totalitätsanspruch (La Feu) sowie die Zerrissenheit deuten darauf ebenso wie die lyrisch-empfindsame Naturschwärmerei (Wild).
Klingers Schauspiel fehlen Ökonomie, Gliederung, Aufbau und Kontrast, alle „Tugenden“, die Dramatiker sonst beachten. Es bricht mit dem Prinzip des Kontrasts, dem Wechsel zwischen Ruhe und Bewegung von Emotion und Verstandeskühle. Klingers Sturm und Drang hält einen Ton von der ersten bis zur letzten Zeile durch: das drängende, überhitzte, flammende, verbohrte Pathos des Geniestils. Auch die Figuren Klingers sind differenziert, es gibt sowohl wilde als auch zahme Naturen. Wenige Sätze ergeben hierbei das ganze Stück. Es kann als eine Stimmung, ein Zustand, eine Gebärde, eine Aufwallung oder auch eine Bewegung, die sich Raum sucht, gesehen werden.
Sturm und Drang ist ein Paradigma für die Verflachung des „Geniestils“, für den zur bloßen sprachlichen Aufwallung herabgekommenen Protest. Dieses Werk ist prägnant durch Überspitzung. Die Epoche Sturm und Drang bezieht das Groteske, das Karikaturistische in den Kreis der möglichen Gestaltungsarten mit ein.
Für Klinger selbst bedeutete dieses Stück die Zusammenfassung und endgültige Abkehr von der Genie-Epoche. Die Handlungsführung wirkt insgesamt sehr verkrampft und konstruiert; alles passt immer dann zusammen, wenn es dramaturgisch gerade gebraucht wird.

### Sprache
Die Sprache in Sturm und Drang ist sehr eigenwillig eingesetzt, und so entsteht auch der eigenwillige dramatische Stilgestus. Diesem dienen dynamische Verben (herumfahren, entgegenbrüllen, toben, spannen), ausdrucksstarke Adjektive (wild, toll) und Substantive (Tumult, Lärmen, Sturm, Herz, Wirrwarr), ungewöhnliche Vergleiche und Bilder und scheinbar widersprüchliche Fügungen („labe dich im Wirrwarr“).
Bei näherer Betrachtung lässt sich erkennen, dass Klinger versuchte, den einzelnen Dramenfiguren durch die Sprache eine individuelle Kontur zu geben. So neigen Wild und der Kapitän zu Kraftausdrücken und sinnlicher Bildhaftigkeit; La Feu und auch Lady Kathrin bewegen sich eher im formelhaften Wortschatz verbrauchter poetischer Wendungen; Louise macht gerne Witze, Caroline schlägt einen schwermütig-empfindsamen Ton an; Berkley baut seine Sätze im Spannungsfeld von Liebe und Hass auf; Blasius bevorzugt melancholische und selbsterniedrigende Aussagen. Allgemein ist eine Wiederholungs- und Häufungstechnik auszumachen, wobei es meist um bestimmte Begriffe und Aussagen geht.

### Zeitgenössische Rezeption
Ein anonymer Rezensent aus dieser Zeit bemängelte 1778:
„aber wie kan ein Stük bei einem solchen Plane erträglich genant werden? Ein Lord Berkeley hat durch einen gewissen Bushy seinen Sohn verlohren. Wo aber, wie, wann und warum? das erfährt kein Mensch. Der Sohn kömt als Schifkapitän wieder, und wird von seinem Vater erkant. Wie er aber gerettet, wie er Schifkapitän geworden ist; wie er nun dahin kömt wo er seinen Vater antrift, ohne zu wissen, daß dieser da sei; das erfährt man wieder nicht. Ein junger Mensch, der sich Wild nent, der aber der Sohn jenes Bushy ist, kömt mit zwenen Freunden […] Wie aber und warum er dahin kömt; wie und wo er vorhero Berkleys Tochter, in der er und sie in ihn verliebt ist; gesehn hat, und dabei gar nicht weis daß ihr Vater und sie hier sind; das wird im ganzen Stücke nicht gesagt.“
Generell hat Klingers Stück Theaterkritiker und Buchrezensenten zu bissigen Kommentaren angeregt. Zwar ist u. a. auch die Rede vom „Geniefunken“, öfter allerdings von einer „Portion Narrheit“ oder einem „Schreckensstück“, das an „überspannter Phantasie“ und „wilden Auswüchsen“ leide. So auch die Rezension des Berliner Literarischen Wochenblattes, die wohl am besten die Verunsicherung der Kritiker verdeutlicht:
„Nur wünschten wir Herr Klinger mehr kühles Blut – wünschten mehr seinen Verstand über seine Einbildungskraft Meister – denn diese rennt nur gar zu oft mit seinem Verstande davon […] Was nützen nun solche Schauspiele? wer kann die sehen? und wer will die sehen? wer vermag mit solchen Menschen zu sympathisieren?“
Die zeitgenössische Kritik an Klingers Stück ist nachvollziehbar. Ohne Zweifel wirkt vieles konstruiert, aufgesetzt und vieles fehlt. Sturm und Drang schafft sich seine Einheit nicht mit einer handlungsintensiven, zielgerichteten und in sich logischen Struktur, sondern mit neuen, inneren Korrespondenzen, die über die Sprache, bestimmte Motive und auch durch Kontrastierungen einzelner Szenen und Personen hergestellt werden. Klinger lehnt sozusagen die traditionelle Handlungseinheit wie im klassischen Drama ab. An die Stelle von Verklammerungstechniken über den Handlungsaufbau tritt eine Vielfalt von Charakteren, die für ein abwechslungsreiches Spiel sorgen sollen. In Sturm und Drang erleichtern z. B. die sprechenden Namen und vor allem auch die direkten Charakterisierungen der Personen die Orientierung. Das Manko des Fehlens sozialer und politischer Bezüge in dem Stück kann allerdings mit der Absicht erklärt werden, dass Klinger das übliche Scheitern – auch seiner Helden – in den Sturm-und-Drang-Dramen vermeiden wollte.

### Primärliteratur
- Friedrich Maximilian Klinger: Sturm und Drang. Stuttgart: Philipp Reclam jun. Verlag 2008.
- Friedrich Maximilian Klinger: Sturm und Drang. Text im Projekt Gutenberg-DE

### Sekundärliteratur
- Ulrich Karthaus: Sturm und Drang. Epoche – Werke – Wirkung. München: C.H. Beck Verlag, 2., aktualisierte Auflage 2007, S. 106–113.
- Kindlers neues Literatur Lexikon. Register Band 9 Autorenregister, Titelregister. Hrsg. von Walter Jens. München: Kindler Verlag 1990, S. 507.
- Werner Kließ: Sturm und Drang. Gerstenberg, Lenz, Klinger, Leisewitz, Wagner, Maler Müller. Hannover: Friedrich Verlag Velber 1966, S. 93–97.
- Franz Saran (Hrsg.): F.M. Klingers „Sturm und Drang“ von Werner Kurz. In: Bausteine zur Geschichte der neueren deutschen Literatur. Wiesbaden: Dr. Martin Sändig; Tübingen: Max Niemayer Verlag 1973, S. 7–90.
- Helmut Scheuer: Friedrich Maximilian Klinger. Sturm und Drang. In: Interpretationen. Dramen des Sturm und Drang. Stuttgart: Philipp Reclam jun. Verlag 2007, S. 57–98.